# Sergio Badilla Castillo

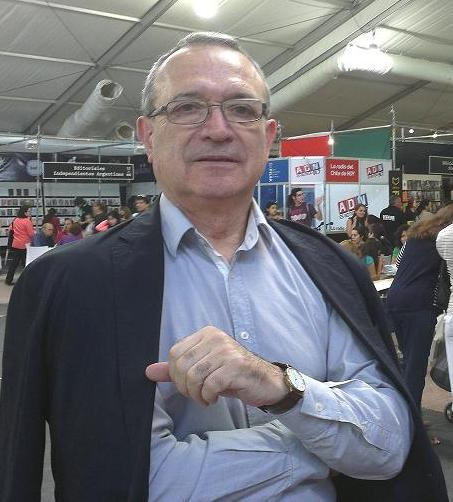
Sergio Badilla Castillo

Sergio Badilla Castillo é um notório poeta chileno.

## Biografia
Criador do transrealismo poético na poesia atual; nasceu em Valparaíso, no Chile, no dia 30 de Novembro de 1947. Poeta com um grande ascendente nórdico na sua criação literária, influído pelos filandeses Edith Irene Södergran, Elmer Diktonius, Paavo Haavikko e Pentti Saarikoski; e pelos suecos Gunnar Ekelöf, Tomas Tranströmmer e Lars Gustafsson. 
Estudou Jornalismo na Universidad de Chile de Valparaiso, entre os anos 1968 e 1972 e posteriormente Antropologia Social na Universidade de Estocolmo. Nos seus anos de estudante universitário travou contato com grupos poéticos e com os poetas mais relevantes dessa região do Chile, especialmente com Juan Luis Martinez.
A primeira parte de seu exílio a viveu na Argentina, Ali mantém uma perto amizade com o pintor Luis Felipe Noé, e se relaciona com os poetas Thiago de Mello e Antonio Skármeta. Devido ao clima de desassossego político que surge depois da morte do presidente, Juan Domingo Perón, Badilla Castillo deve abandonar a Argentina e se radicou em abril de 1975, em Bucareste, a Romênia até mediados de 1976. Nesse período se relacionará com outros poetas expatriados chilenos: Alfonso Alcalde,  Omar Lara e com o poeta romeno Marin Sorescu.  Como conseqüência das relações políticas imperantes, deve, mais uma vez, abandonar este país, do este europeu e se transladou a Estocolmo, a Suécia. 
Durante sua permanência em Escandinávia desenvolveu um contato muito próximo e afim com os escritores suecos, Sun Axelsson, e o membro da Academia Sueca, Östen Sjöstrand ao mesmo tempo que fez parte do Grupo Taller de Estocolmo, e do Pelican International Group of Arts e fundou as revistas Polo Norte e Paixão. Foi jornalista de cultura de Rádio a Suécia Internacional e do programa Panorama de Sveriges Rádio, durante 13 anos, entre 1980 e 1993.

## Estilo
A temática essencial da poesia de Badilla Castillo é, fundamentalmente, mitológica, sendo seus tópicos preferentes a cosmogonia nórdica, da estirpe báltica. Suas obras mais recentes, como o caso de seu livro Saga Nórdica, estão orientadas a esse âmbito criativo, onde se introduzem as figuras míticas com personagens da cotidianidade.

## Obras
- Mais Abaixo do meu Galho. Invandrarförlaget. 1980. Borås. a Suécia. (Contos)
- A Roxa do Signo. Edições Bikupa.1982. Estocolmo. (Poesia)
- Cantonírico. Edições LAR. 1983. Madri. (Poesia)
- Reverberações de Pedras Aquáticas. Bikupa 1985. Estocolmo. (Poesia)
- Terrenalis. Edições Bikupa. 1989. Estocolmo. (Poesia)
- Saga Nórdica. Monteverdi Edições. 1996, Santiago do Chile. (Poesia)
- O Olhar Temerosa do Bastardo. 2003.Conselho Cultura Valparaíso. (Poesia)
- Poemas Transreales e Alguns Evangelhos. 2005. Aura Latina. o Chile. (Poesia)

## Prêmios
O poeta chileno Sergio Badilla Castillo foi distinto em ao ano 2006 com um dos prêmios internacionais que entrega anualmente a Fundação de Artes de Estados Unidos (Artomi). Badilla Castillo, foi selecionado para a estadia de um mês no Centro de Arte Internacional que tem a Fundação no Condado de Columbia, em Nova York.